# Kati Bus
Kati Bus (anhörenⓘ; * 30. Januar 1945 in Budapest; † 2009) war eine ungarische Schauspielerin.

## Leben und Karriere
Kati Bus studierte Schauspiel von 1966 bis 1970 an der Universität für Theater und Filmkunst Budapest bei Zoltán Várkonyi. Sie spielte bereits während dieser Zeit Theater und trat in Film und Fernsehen auf. In den 1970er Jahren spielte sie in vier DEFA-Filmen mit.

## Filmografie (Auswahl)
- 1967: Harlekin és szerelmese
- 1969: Palmsonntag (Virágvasárnap)
- 1970: Tödlicher Irrtum
- 1971: Osceola
- 1973: Die Hosen des Ritters von Bredow
- 1974: Wie füttert man einen Esel
- 1978: Ohne Musik kann ich nicht leben (Nem élhetek muzsikaszó nélkül)
- 1983: Verwechselte Liebe ( Elcserélt szerelem)
- 1984: Aranykor